# Referens
|  | Wiktionary har en ordboksartikel om referens. |

Referens är relationen mellan två objekt, där det ena utgör eller anger någon form av koppling till det andra. Ett sådant objekt kan till exempel vara en källhänvisning i en text vid referat eller citat av en annan text. Även en person kan fungera som referens, vid styrkandet av ett förhållande.

## Varianter
Relationen har vanligtvis en riktning som går från ett ord till ett objekt, och referens i den riktningen kallas denotation. Ordet denoterar objektet. Men relationen kan även gå i båda riktningarna och kallas exemplifiering. Till exempel ett grönt färgprov exemplifierar vad ordet "grönt" denoterar. Ibland används relationen i en cirkulär riktning, reflexivt, och kallas självreferens. Till exempel när ordet "ord" refererar till sig själv. 

### Tecken
Nästan vad som helst kan användas för att referera till någonting annat: ljud, ljus, färger, saker, händelser, gester, mönster, bilder, inskriptioner, ord, beskrivningar, filmer, känslor, tankar med mera. När något används som referens används det som tecken, och ett teckens primära funktion är identifiering av vad det står för.
För att olika individer ska kunna identifiera, eller förstå, vad ett tecken står för brukar gemensamma konventioner eller teckensystem etableras. Detta kan inkludera verbala språk, bildspråk med mera. Vissa tecken är naturliga, till exempel, röda prickar i ansiktet som står för mässlingen; andra tecken är artificiella, som när ordet "häst" står för ett slags djur. Vi lär oss eller kommer överens om vad olika tecken står för.

### Det betecknade
Vad ett tecken står för, det betecknade, är objektet; deras egenskaper och relationer. Självklart kan även tecken användas som objekt, till exempel, när vi som här använder ord för att referera till andra ord och så vidare.
Inom filosofin brukar det betecknade delas upp i extension och intension. Ett teckens extension är alla aktuella objekt som tecknet denoterar, och som även kallas begreppsomfång. Ett teckens intension är alla meningar eller karaktärer det beskriver eller konnoterar (se konnotation), och som även kallas begreppsinnehåll.

### Mening och betydelse
Beroende på hur ett tecken uttrycks (ordval, stil, karaktär etc.) kan vi få meningar som skiljer sig från vad tecknet står för. Filosofen Gottlob Freges exempel är "Morgonstjärnan" och "Aftonstjärnan", som var för sig ger olika meningar, men eftersom båda refererar till samma planet (Venus) står de för samma betydelse. Det är således skillnad mellan mening och betydelse (den bör dock inte jämställas uppdelningen intension och extension). Istället för ordet "betydelse" används ibland ordet "referens". 

### Bas vid jämförelse
I samband med tester och experiment fungerar referens som en bas att jämföra det testade med. Detta syftar då på en referensgrupp (kontrollgrupp), för att undersökningsresultatet av en avgränsad och påverkad del av verkligheten kan relateras till en jämförbar med opåverkad grupp.

### Referensperson eller källhänvisning
En referens eller referensperson är någon som kan berätta om (referera till) en viss persons bakgrund och beteenden. Ordet används i samband med ansökan till arbete, för att kunna få en annan persons omdöme om ens person och meriter. I detta sammanhang är tanken att personen ska fungera som en rekommendation.
På liknande sätt kan en referens syfta på en hänvisning till en källa som styrker informationen i en text eller annan utsaga. På engelska används det motsvarande reference i sådana sammanhang ofta som en synonym till [käll]hänvisning – ofta i betydelsen "lista på källor"; detta skiljs från footnotes (fotnoter) som förtydligar delar av texten via siffror i texten som återupprepas i sidfoten.

## Referens och fiktioner
Fiktioner, till exempel spökhistorier, kan uppfattas meningsfulla om meningen ges av det sätt (ordval, stil, karaktär med mera) på vilket de uttrycks. Om vi skiljer på mening och betydelse, så verkar de sakna betydelse, eftersom spöken som objekt är påhittade och saknar referens i verkligheten. 
Men en spökhistoria kan ju uppfattas som ett tecken som inte refererar till spöken utan till befintliga exemplar av spökhistorier som exemplifierar tecknet. Till exempel, spöket Laban är en tecknad seriefigur som refererar till aktuella teckningar som finns i verkligheten och som exemplifierar figuren och gör den igenkännbar. Teckningarna delar dessutom egenskaper med andra bilder eller beskrivningar, vilka tillsammans formar genren spökhistorier. En fiktion som refererar till aktuella objekt som exemplifierar fiktionen kan sålunda uppfattas ha betydelse, eller referens, i verkligheten.
Med hjälp av liknande referensvägar kan man även förstå hur metaforer, antydningar, variationer och andra uttryck fungerar inom olika konstarter.